# Leichtathletik-Europameisterschaften 1946/1500 m der Männer

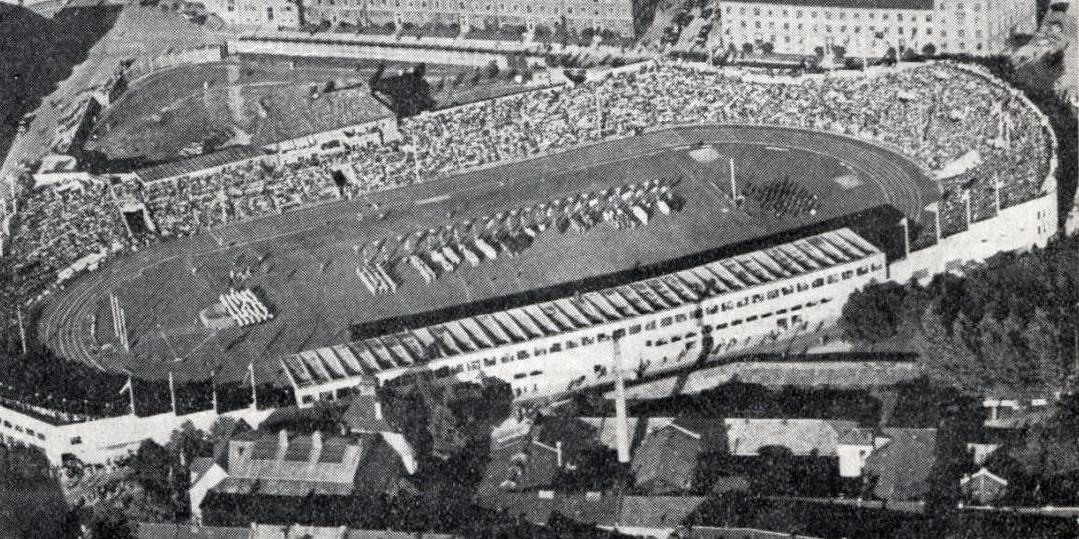
Das Bislett-Stadion in Oslo kurz nach den Europameisterschaften

Der 1500-Meter-Lauf der Männer bei den Leichtathletik-Europameisterschaften 1946 wurde am 24. und 25. August 1946 im Bislett-Stadion der norwegischen Hauptstadt Oslo ausgetragen.
Es gab einen schwedischen Doppelsieg: Europameister wurde Lennart Strand. Er gewann vor Henry Eriksson. Bronze ging an den Dänen Erik Jørgensen.

## Rekorde

### Bestehende Rekorde
| Weltrekord           | 3:43,0 min | Gunder Hägg      | Göteborg, Schweden   | 7. Juli 1944      |
| Europarekord         | 3:43,0 min | Gunder Hägg      | Göteborg, Schweden   | 7. Juli 1944      |
| Meisterschaftsrekord | 3:53,6 min | Sydney Wooderson | EM Paris, Frankreich | 5. September 1938 |

### Rekordverbesserungen
Der EM-Rekord wurde verbessert und darüber hinaus gab es einen neuen Landesrekord.
- Meisterschaftsrekord: 3:48,0 min – Lennart Strand (Schweden), Finale am 25. August
- Landesrekord: 3:53,0 min – Václav Čevona (Tschechoslowakei), Finale am 25. August

## Besonderheiten
Der im zweiten Vorlauf sechstplatzierte Schweizer Walter Lutz war neben seinem sportlichen Einsatz auch als Berichterstatter von diesen Europameisterschaften für die Schweizer Zeitung Sport aktiv.

## Vorrunde
24. August 1946, 18.40 Uhr
Die Vorrunde wurde in zwei Läufen durchgeführt. Die ersten vier Athleten pro Lauf – hellblau unterlegt – qualifizierten sich für das Finale.

### Vorlauf 1
| Platz | Name                    | Nation           | Zeit (min) |
| ----- | ----------------------- | ---------------- | ---------- |
| 1     | Lennart Strand          | Schweden         | 3:56,6     |
| 2     | Sándor Garay            | Ungarn           | 3:56,8     |
| 3     | Erik Jørgensen          | Dänemark         | 3:57,0     |
| 4     | Václav Čevona           | Tschechoslowakei | 3:57,4     |
| 5     | Alexander Pugatschewski | Sowjetunion      | 3:57,6     |
| 6     | Óskar Jónsson           | Island           | 3:58,4     |
| 7     | Willy Sponberg          | Norwegen         | 3:59,2     |

### Vorlauf 2

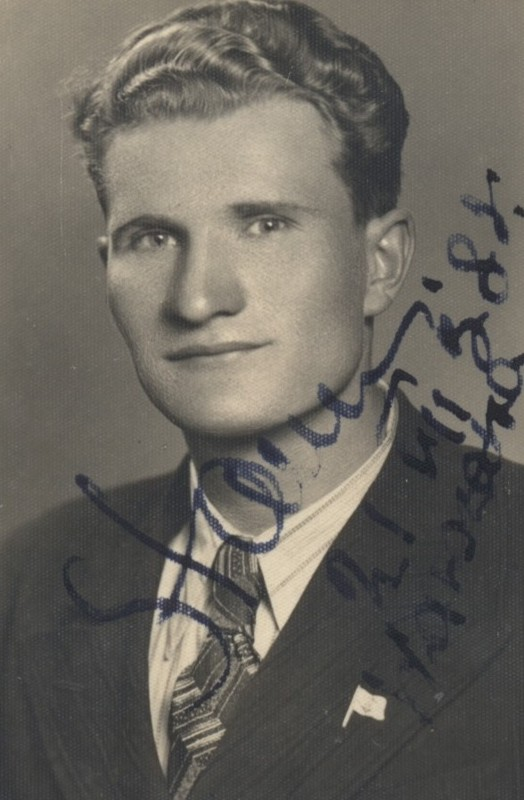
Jan Staniszewski schied wie über 800 Meter mit seinem siebten Rang im zweiten Vorlauf aus

| Platz | Name             | Nation           | Zeit (min) |
| ----- | ---------------- | ---------------- | ---------- |
| 1     | Henry Eriksson   | Schweden         | 3:54,6     |
| 2     | Douglas Wilson   | Großbritannien   | 3:55,0     |
| 3     | Paul Messner     | Frankreich       | 3:58,0     |
| 4     | Luboš Vomáčka    | Tschechoslowakei | 3:58,8     |
| 5     | Asbjørn Hansen   | Norwegen         | 3:59,0     |
| 6     | Walter Lutz      | Schweiz          | 4:02,4     |
| 7     | Jan Staniszewski | Polen            | 4:10,8     |

## Finale

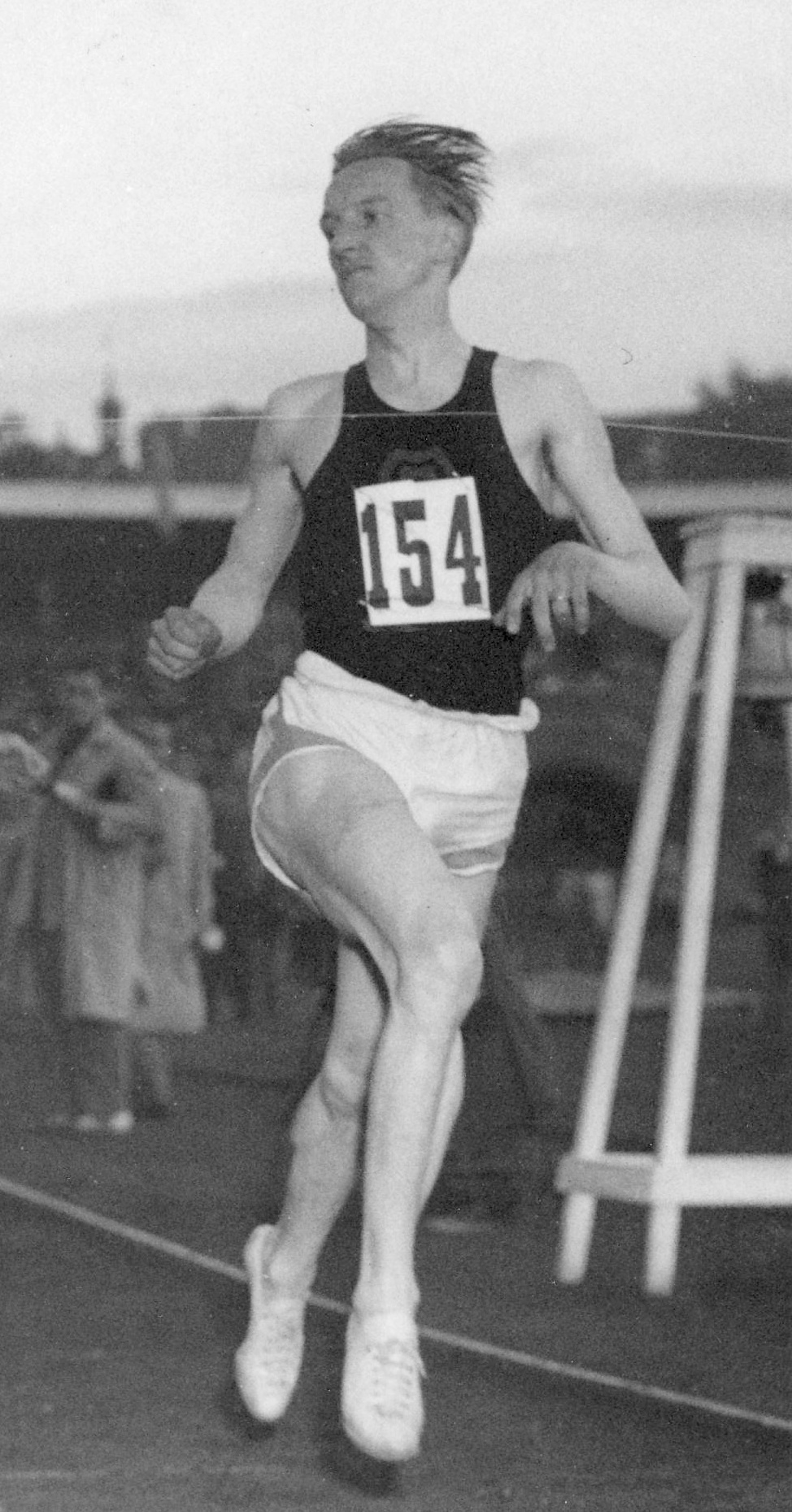
Europameister Lennart Strand
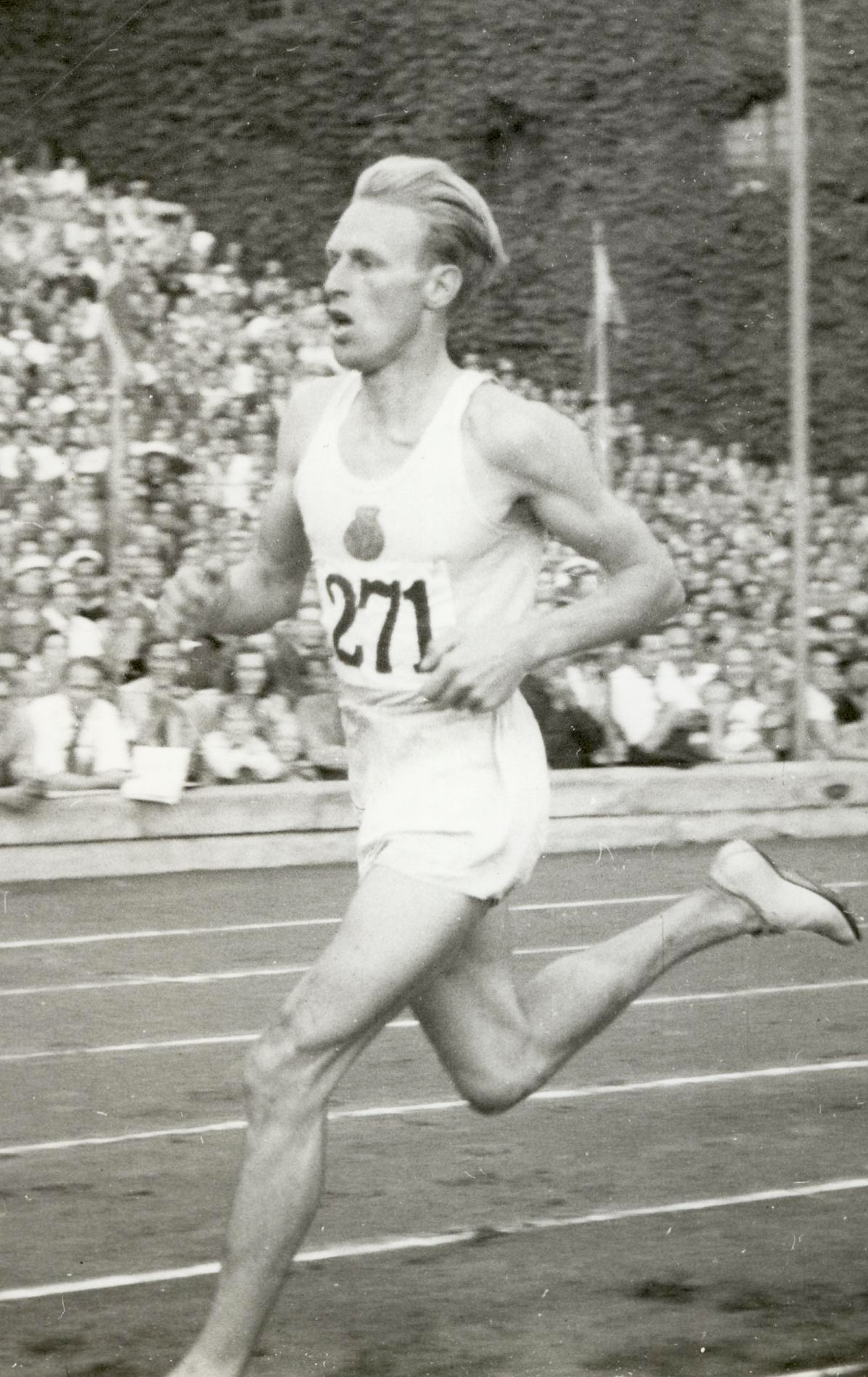
Vizeeuropameister Henry Eriksson

25. August 1946
| Platz | Name           | Nation           | Zeit (min) |
| ----- | -------------- | ---------------- | ---------- |
| 1     | Lennart Strand | Schweden         | 3:48,0 CR  |
| 2     | Henry Eriksson | Schweden         | 3:48,8     |
| 3     | Erik Jørgensen | Dänemark         | 3:52,8     |
| 4     | Václav Čevona  | Tschechoslowakei | 3:53,0 NR  |
| 5     | Sándor Garay   | Ungarn           | 3:53,0     |
| 6     | Douglas Wilson | Großbritannien   | 3:53,2     |
| 7     | Paul Messner   | Frankreich       | 3:56,6     |
| 8     | Luboš Vomáčka  | Tschechoslowakei | 4:07,2     |